# Зграда „Основне школе Љуба Нешић“
Зграда Основне школе „Љуба Нешић” налази се у склопу градског језгра Зајечарa. Уписана је у листу заштићених споменика културе Републике Србије од 1982. године (ИД бр. СК 597). 

## Карактеристике
Зграда је јавног карактера подигнута 1892. године као Гимназија, по пројекту непознатог архитекте. У зависности од захваћеног земљишног простора, представља простран грађевински блок са високим приземљем и спратом. Објекат одаје утисак масивности са плитким фасадним ризалитима, од којих се као специјално наглашен издваја улазни ризалит. У његовом склопу, средишње место заузима улазни портал уоквирен плитким тремом са дорским стубовима, који прихватају оптерећење од мање архитравне греде. Аналогна композиција јавља се и на спрату по вертикали, где по један јонски пиластер уоквирује прозор са полукружним надпрозорним луком. За разлику од осталих на згради, два прозора са обе стране средишта имају надпрозорне тимпаноне и то лучне у приземљу и троугаоне на спрату. 
Карактеристична је фасадна ограда угаоне пластике са имитацијом угаоних камених блокова правилног облика на превез дата у малтеру. Улазни централни ризалит, акцентован је још и кровном атиком са два низа балустера и пољима лево и десно од средишта, а крајеве атике са стране потенцира још по један мањи пирамидални стубић као обелиск, да би средиште атике, као симетрала читавог фасадног фронта из Доситејеве улице било наглашено скулптуралном композицијом која представља групу од три по величини симетрично поређане људске фигуре.